# العلاقات الإندونيسية النيجيرية
العلاقات الإندونيسية النيجيرية هي العلاقات الثنائية التي تجمع بين إندونيسيا ونيجيريا.

## مقارنة بين البلدين
هذه مقارنة عامة ومرجعية للدولتين:
| وجه المقارنة                                              | إندونيسيا         | نيجيريا                     |
| --------------------------------------------------------- | ----------------- | --------------------------- |
| المساحة (كم2)                                             | 1.90 مليون        | 923.77 ألف                  |
| عدد السكان (نسمة)                                         | 263.99 مليون      | 190.89 مليون                |
| الكثافة السكانية (ن./كم²)                                 | 138.94            | 206.64                      |
| العاصمة                                                   | جاكرتا            | أبوجا، لاغوس                |
| اللغة الرسمية                                             | اللغة الإندونيسية | لغة إنجليزية، اللغة اليوربا |
| العملة                                                    | روبية إندونيسية   | نيرة نيجيرية                |
| الناتج المحلي الإجمالي (بليون دولار)                      | 1.02 تريليون      | 375.77 مليار                |
| الناتج المحلي الإجمالي (تعادل القوة الشرائية) بليون دولار | 2.85 تريليون      | 1.09 تريليون                |
| الناتج المحلي الإجمالي الاسمي للفرد دولار أمريكي          | 3.35 ألف          | 2.64 ألف                    |
| الناتج المحلي الإجمالي للفرد دولار أمريكي                 | 10.52 ألف         | 5.91 ألف                    |
| مؤشر التنمية البشرية                                      | 0.684             | 0.514                       |
| رمز المكالمات الدولي                                      | +62               | +234                        |
| رمز الإنترنت                                              | .id               | .ng                         |
| المنطقة الزمنية                                           |                   | ت ع م+01:00                 |

## منظمات دولية مشتركة
يشترك البلدان في عضوية مجموعة من المنظمات الدولية، منها:
| علم المنظمة | اسم المنظمة                                                | تاريخ انضمام إندونيسيا | تاريخ انضمام نيجيريا |
| ----------- | ---------------------------------------------------------- | ---------------------- | -------------------- |
|             | مؤسسة التنمية الدولية                                      | 20 أغسطس 1968          | 14 نوفمبر 1961       |
|             | الأمم المتحدة                                              | 28 سبتمبر 1950         | 7 أكتوبر 1960        |
|             | منظمة التجارة العالمية                                     | ?                      | ?                    |
|             | منظمة التعاون الإسلامي                                     | ?                      | ?                    |
|             | المنظمة الهيدروغرافية الدولية                              | ?                      | ?                    |
|             | وكالة ضمان الاستثمار متعدد الأطراف                         | 12 أبريل 1988          | 12 أبريل 1988        |
|             | العملية المشتركة للاتحاد الأفريقي والأمم المتحدة في دارفور | ?                      | ?                    |
|             | منظمة الشرطة الجنائية الدولية                              | 5 أكتوبر 1954          | ?                    |
|             | المركز الدولي لتسوية المنازعات الاستشارية                  | 28 أكتوبر 1968         | 14 أكتوبر 1966       |
|             | الاتحاد الدولي للاتصالات                                   | 1949                   | 11 أبريل 1961        |
|             | الفريق المعني برصد الأرض                                   | ?                      | ?                    |
|             | البنك الدولي للإنشاء والتعمير                              | 13 أبريل 1967          | 30 مارس 1961         |
|             | الاتحاد البريدي العالمي                                    | ?                      | ?                    |
|             | منظمة حظر الأسلحة الكيميائية                               | ?                      | ?                    |
|             | مؤسسة التمويل الدولية                                      | 23 أبريل 1968          | 30 مارس 1961         |
|             | يونسكو                                                     | 27 مايو 1950           | 14 نوفمبر 1960       |

## وصلات خارجية
- موقع وزارة الخارجية الإندونيسية
- موقع وزارة الخارجية النيجيرية